# Clinteria moultoni
Clinteria moultoni är en skalbaggsart som beskrevs av Moser 1911. Clinteria moultoni ingår i släktet Clinteria och familjen Cetoniidae. Inga underarter finns listade i Catalogue of Life.